# NGC 5305
NGC 5305 (również PGC 48930 lub UGC 8729) – galaktyka spiralna z poprzeczką (SBb), znajdująca się w gwiazdozbiorze Psów Gończych. Odkrył ją William Herschel 17 marca 1787 roku. Jest to galaktyka z aktywnym jądrem typu LINER.